# Desenho de memória
Desenho de memória é o desenho produzido, utilizando apenas as imagens que estão guardadas na mente ou memória. Trata-se de um esboço rápido de uma idéia inicial, desenhado após um período de atenta observação do objeto em questão.